# Ove Mulvad
Ove Mulvad (født 7. november 1950, død 20. august 2012) var en dansk erhvervsleder og tidligere administrerende direktør for TV 2/Fyn.
Mulvad blev uddannet i musikvidenskab og dramaturgi fra Aarhus Universitet. Fra 1978 til 1989 var han regissør og senere produktionsleder ved DR Provinsafdelingen i Århus og arbejdede blandt andet med Jul i Gammelby og Jul på Slottet. I 1989 kom han til TV Midt/Vest som programmedarbejder og producer, men rykkede i 1994 til TV 2 i Odense, hvor han blev uddannelsesleder. Fra september 1997 til marts 2012 var han direktør for TV 2/Fyn. Han har desuden været formand for Foreningen af TV 2-regioner og på vegne af alle otte regioner forhandlet overenskomster med fagforbundene. Mulvad døde den 20. august 2012 efter længere tids sygdom.